# Piper Maru (The X-Files)
«Piper Maru» es el decimoquinto episodio de la tercera temporada de la serie de televisión de ciencia ficción The X-Files. Se estrenó en la cadena Fox el 9 de febrero de 1996. El episodio fue escrito por el productor ejecutivo Chris Carter y Frank Spotnitz, y dirigido por Rob Bowman. «Piper Maru» es uno de los que ayudaron a explorar la mitología general de la serie. Su introducción del aceite negro se convirtió en un hito en la historia de la serie. El aceite negro luego jugaría un papel mucho más importante en la serie, incluido un papel fundamental en la película de 1998 The X-Files: Fight the Future. «Piper Maru» obtuvo una calificación Nielsen de 10,6, siendo visto por 16,44 millones de personas en su transmisión inicial. El episodio recibió críticas en su mayoría positivas de los críticos.
El programa se centra en los agentes especiales del FBI Fox Mulder (David Duchovny) y Dana Scully (Gillian Anderson) que trabajan en casos relacionados con lo paranormal, llamados expedientes X. En este episodio, un barco de salvamento francés envía una tripulación de buceo para recuperar unos restos misteriosos de la Segunda Guerra Mundial, pero la tripulación cae presa de una extraña enfermedad que obliga a los agentes Mulder y Scully a investigar la fuente. Su investigación los pone cara a cara con Alex Krycek (Nicholas Lea).
«Piper Maru» se escribió para mostrar dos imágenes visuales que Chris Carter había querido incluir en un guion «desde el comienzo del programa». El primero de ellos fue el de un buceador de aguas profundas que encontró a un piloto aún vivo atrapado entre los restos de un avión de combate de la era de la Segunda Guerra Mundial y el segundo fue el de un flashback en blanco y negro que tiene lugar en un submarino. El título del episodio es una referencia a los nombres de la hija de Gillian Anderson, que había nacido durante la producción de la segunda temporada.

## Argumento
El Piper Maru, un buque de salvamento francés, está explorando el Océano Pacífico. Gauthier, miembro de la tripulación del barco, se sumerge en el mar y encuentra un avión de combate hundido de la Segunda Guerra Mundial. Se sorprende al encontrar a un hombre vivo en la cabina del avión, con lo que parece aceite negro en los ojos. Cuando Gauthier regresa a la superficie, está poseído por el aceite negro.
En Washington, Walter Skinner (Mitch Pileggi) le dice a la agente Dana Scully (Gillian Anderson) que la investigación del FBI sobre el asesinato de su hermana está inactiva, a pesar de las pruebas que se han recuperado. Fox Mulder (David Duchovny) le cuenta a Scully sobre el Piper Maru, que había anclado en las mismas coordenadas que otro barco que se cree que rescató un ovni; Cuando el Piper Maru llegó al puerto de San Diego, se encontró a su tripulación con quemaduras por radiación. A bordo del barco, los agentes encuentran rastros del aceite negro en el traje de buceo de Gauthier. Al ver un video de la inmersión, Scully identifica el avión hundido como un P-51 Mustang. Mientras tanto, Gauthier regresa a casa y busca algo. Cuando llega su esposa Joan, el aceite negro se pasa a ella.
Scully visita a un viejo amigo de su padre, el comandante Christopher Johanson (Robert Clothier), en busca de información sobre el avión. Johanson admite que lo habían enviado a buscar un bombardero hundido a bordo del submarino Zeus Faber, y recuerda cuántos a bordo del submarino sufrieron quemaduras por radiación mientras se unía a un motín contra su oficial al mando, quien sucumbió al aceite negro. Mientras tanto, Mulder visita la casa de Gauthier y lo encuentra desmayado, cubierto de aceite negro; no tiene memoria de su experiencia. Mulder encuentra una carta de un corredor de salvamento y visita a la «secretaria» del corredor, Jeraldine. Mulder sigue a Jeraldine después de que varios hombres armados invaden su oficina.
Tanto Mulder como Joan rastrean a Jeraldine hasta Hong Kong, donde Mulder descubre que ella es una intermediaria que vende secretos gubernamentales. Mulder rastrea a Jeraldine y se esposa a ella. Al llegar a su oficina, Mulder encuentra a Alex Krycek (Nicholas Lea) esperando adentro, después de haber estado vendiendo el contenido de la cinta digital. Krycek escapa por una ventana mientras Jeraldine recibe un disparo de un grupo de hombres que vienen por el pasillo. Mulder abre las esposas y escapa. Mientras tanto, Joan camina por el pasillo y se encuentra con los hombres, creando un destello que hace que todos sufran quemaduras por radiación.
Mientras tanto, Skinner se enfrenta inicialmente a varios hombres, incluido el Hombre de pelo gris, y se le dice que no continúe con el caso de Melissa Scully y luego abandona el restaurante. Al regresar al mismo restaurante, Skinner ve a un hombre, Luis Cardinal, discutiendo con la camarera en el mostrador y al enfrentarse a él, recibe un disparo. Después de que Mulder atrapa a Krycek en un aeropuerto, le dice que la cinta está en un casillero en Washington y que se la dará a cambio de dejarlo ir. Mulder deja que Krycek vaya al baño, donde Joan lo confronta. Cuando sale del baño para irse con Mulder, los ojos de Krycek muestran que ahora está infectado con el aceite negro.

## Producción

### Concepción y escritura
La concepción del episodio se originó en dos imágenes visuales que el creador de la serie Chris Carter había querido incluir en un guion «desde el comienzo del programa». El primero de ellos fue el de un buzo de aguas profundas que encontró a un piloto aún vivo atrapado en los restos de un avión de combate de la era de la Segunda Guerra Mundial; y el segundo fue el de un flashback en blanco y negro que tiene lugar en un submarino. El director Rob Bowman compartió con Carter sus experiencias de buceo, sintiendo que un episodio basado en encontrar «algo espeluznante» bajo el agua sería una buena idea. Carter también quería que el episodio presentara el resurgimiento de los «documentos MJ» vistos por última vez en el episodio anterior «Paper Clip».
Frank Spotnitz comenzó a trabajar en el episodio inmediatamente después de escribir el episodio anterior de la tercera temporada «731», desarrollando el resto del concepto durante un vuelo desde Minneapolis. Spotnitz terminó escribiendo sus ideas en una revista, sin llevar papel, e incluyó en su esquema la investigación del asesinato de la hermana de Scully y la reintroducción de Alex Krycek. El título del episodio es una referencia al primer y segundo nombre de la hija de Gillian Anderson, que había nacido durante la producción de la segunda temporada. El nombre Gauthier, utilizado para el buzo francés y su esposa, era una referencia al productor de efectos especiales David Gauthier.

### Rodaje y posproducción

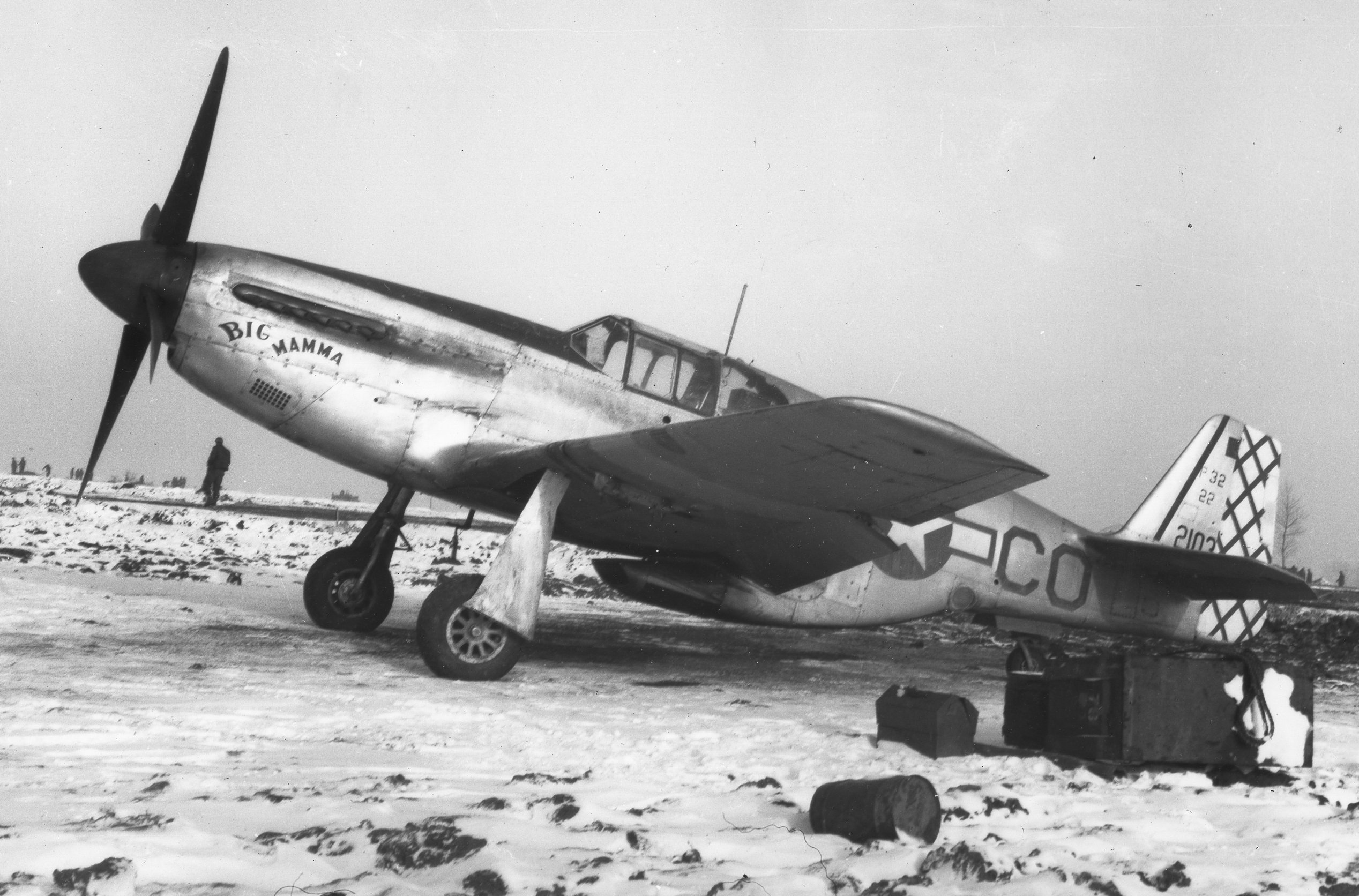
Un Mustang P-51 de la Segunda Guerra Mundial. Un avión de este modelo es la fuente del aceite negro en «Piper Maru».

La apertura en frío del episodio se filmó en un tanque de agua, utilizando una réplica del avión P-51 Mustang que había sido diseñado por el director de arte. Bowman también necesitaba dirigir una escena en la que Gillian Anderson reaccionaría ante un recuerdo de jugar con su hermana cuando era niña; la escena involucró la composición digital de los niños jugando en las imágenes de Anderson. Bowman le pidió a Anderson que actuara con un árbol como si fuera su hermana, y luego le dijo: «Voy a decirles a todos los que pueda que acabas de hacer esa gran reacción con un árbol». Bowman también volvió a filmar el final del episodio, ya que originalmente Duchovny y Lea debían pasar junto a la cámara y continuar fuera de la pantalla. Al sentir que esto no fue efectivo, lo reemplazó con un plano caminando que continuó directamente hacia y en la cámara, y señaló que «Nick saltará frente a un camión si cree que mejorará una escena».
Las apariciones en pantalla del aceite negro se lograron a través de efectos visuales, y el efecto de aceite brillante se colocó digitalmente sobre las córneas de los actores en la posproducción. El equipo pasó por varias iteraciones para encontrar los dos tipos de fluidos «correctos». Según el tripulante de efectos físicos David Gauthier, usaron una mezcla de aceite y acetona, que creía que le daba a la sustancia un aspecto más globular. El técnico de efectos especiales Mat Beck pudo doblar digitalmente el efecto de aceite alrededor de la forma de los ojos de los actores.
El hombre del avión en el adelanto, Robert Maier, trabajaba como coordinador de construcción en el programa, y sintió que su papel en el episodio cumplía un «sueño de toda la vida» de trabajar como especialista. El nombre de Nicholas Lea se dejó deliberadamente hasta los créditos finales para preservar la sensación de sorpresa.

## Recepción

### Audiencia
«Piper Maru» se estrenó en la cadena Fox el 9 de febrero de 1996. El episodio obtuvo una calificación de hogares de Nielsen de 10,6 con una participación de 18, lo que significa que aproximadamente el 10,6 por ciento de todos los hogares equipados con televisión y el 18 por ciento de los hogares que miraban televisión sintonizaron el episodio. Un total de 16,44 millones de espectadores vieron este episodio durante su emisión original.

### Reseñas
«Piper Maru» recibió críticas positivas de los críticos. En una descripción general de la tercera temporada en Entertainment Weekly, el episodio fue calificado con una A. La reseña describió a «Piper Maru» como representando «una Scully dura y sentimental», y señaló que «el trabajo de detective lleno de acción de Mulder mejora un escenario ya crepitante». La revisora Emily VanDerWerff de The A.V. Club dio al episodio una A y escribió positivamente sobre el desarrollo de la mitología, señalando que «lo bueno de “Piper Maru” es que todavía pertenece al período de tiempo en el que los episodios de la mitología nos exponían a más piezas del rompecabezas, encajando varias cosas que estábamos destinados a incorporar en el todo. Esta es la primera vez que nos encontramos con el aceite negro, pero es obvio que otros saben todo al respecto». John Keegan de Critical Myth le dio al episodio ocho de diez, y elogió la introducción del aceite negro, escribiendo «este episodio es una buena introducción al virus del aceite negro, proporcionando un puente desde los elementos mitológicos anteriores en la temporada hasta el alcance más amplio de la conspiración a ser revelado». Nick De Semlyen y James White de Empire lo nombraron el sexto episodio «más grande» de la serie, y lo describieron como «emocionante», «veloz» y «equilibrado».
La introducción del aceite negro sensible en este episodio también ha recibido críticas positivas. El aceite ha sido descrito como «la creación más original y aterradora de la mitología de The X-Files», como «una de las mejores partes del programa» y ha sido catalogado como el número dos en la cuenta regresiva de Den of Geek «Top 10 villanos de X-Files», donde se describió como «una parte central» de la mitología de la serie.
Gillian Anderson consideró que el episodio fue emocionalmente difícil y dijo que «“Piper Maru” fue un desafío. Había algo en él: tener que sacar del pasado ... cómo unió el presente y el pasado. Fue bueno actuar». El director Kim Manners elogió la actuación de Anderson, afirmando que «miras la primera temporada y miras la tercera temporada y esa chica explotó como actriz en términos de talento y capacidad». La película de 2004 Alien vs. Predator presentó un rompehielos llamado Piper Maru, siendo el nombre del barco un guiño a este episodio.